# Хабель
Хабель (нем. Habel, с.-фриз. Haabel, дат. Habel) — один из островов Халлиген в Ваттовом море на западном побережье Северной Фрисландии, земля Шлезвиг-Гольштейн на севере Германии. Со своей площадью около 6 га (по другим данным 7.4 га или 3.6 га) он является самым маленьким халлигом среди Севернофризских островов. Административно относится к коммуне Грёде.
На Хабеле есть терп, Нордерварфт, с орнитологической станцией, которая используется орнитологами только в летний период. В XIX веке появился второй терп, Зюдерварфт. Однако к концу века, когда он уже был заселен, он исчез у южного побережья в море.
Хабель находится в охранной зоне 1 национального парка Шлезвиг-Гольштейнские ватты. Поэтому посещение халлига запрещено для публики. Халлиг является собственностью земли Шлезвиг-Гольштейн. За ним, как и за халлигами Нордерог и Зюдфалль, наблюдает ассоциация Jordsand, базирующаяся в Аренсбурге. Хабель служит многим морским птицам в качестве места для гнездования и отдыха. Халлиг получил своё особое значение как заповедная зона для чёрных казарок, и, помимо этого, благодаря появлению полярной крачки.
Хабель необитаем с 1924 года. В 1871 году насчитывалось 12 жителей, в 1905 году только 3.

## Галерея

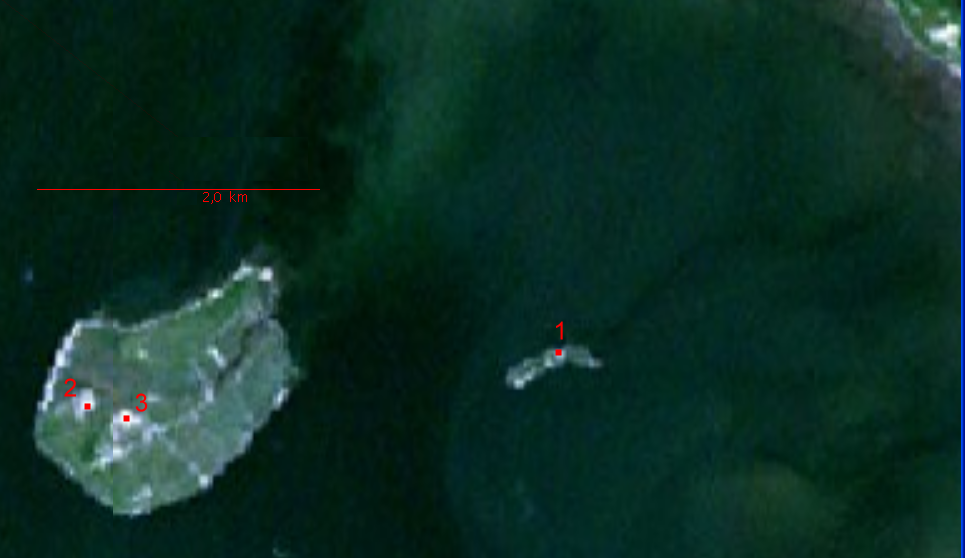
Снимок из космоса халлигов Грёде (слева) и Хабель (справа) с положением Нордерварфта (1)
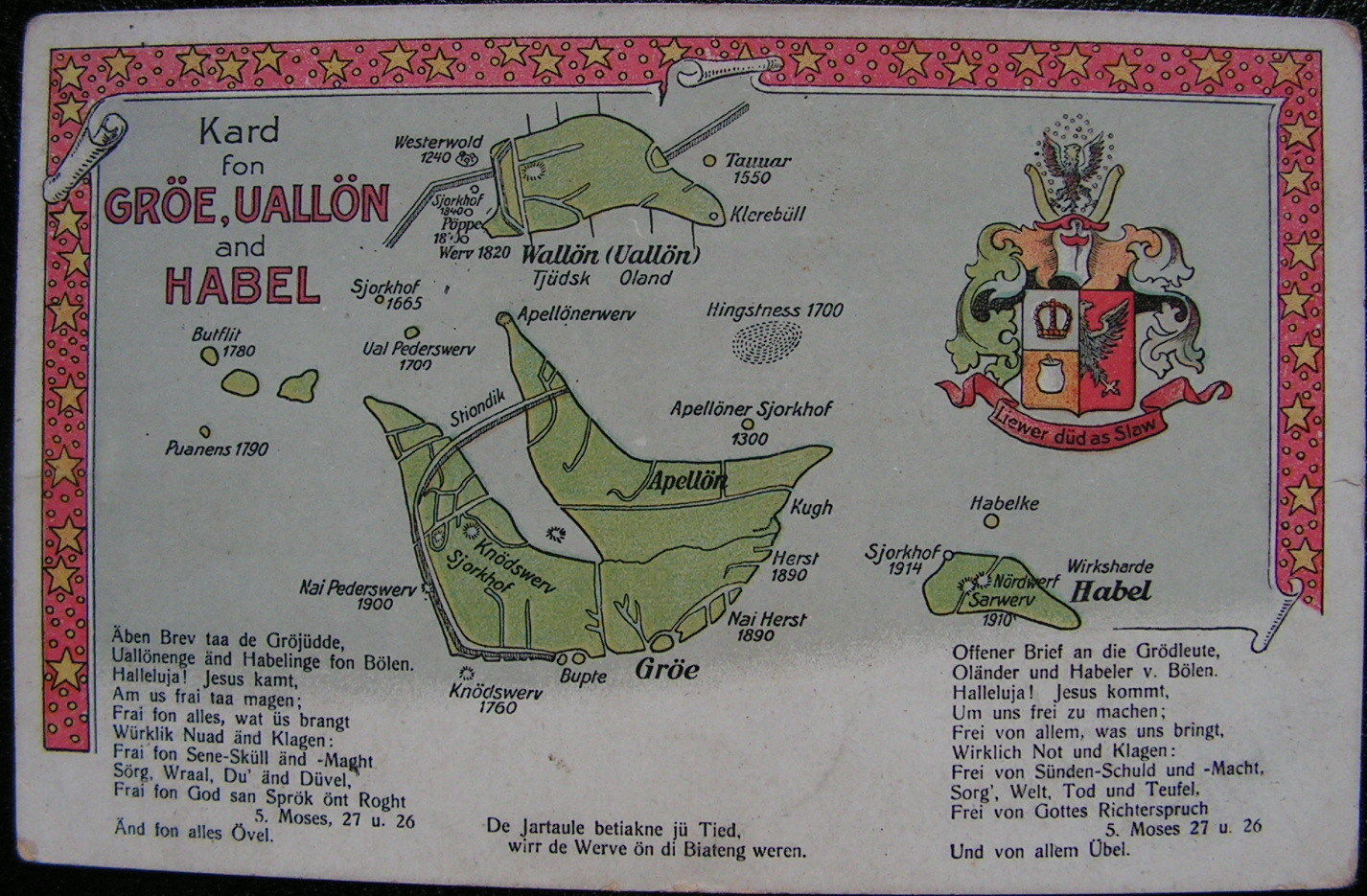
Старая открытка показывает Хабель с терпами Нордерварфт (Nördwerf), Зюдерварфт (Sarwerf)